# Wolfgang Dremmler
Wolfgang Dremmler (Salzgitter, 1954. július 12. –) világbajnoki ezüstérmes nyugatnémet válogatott német labdarúgó, hátvéd és középpályás.

## Pályafutása

### Klubcsapatban
1961-ben a TSV Watenstedt csapatában kezdte a labdarúgást, majd a TSV Hallendorf és az Union Salzgitter korosztályos együtteseiben játszott. 1973 és 1973 között az Eintracht Braunschweig labdarúgója volt. 1979 és 1986 között a Bayern Münchenben szerepelt, ahol négy bajnoki címet és három nyugatnémet kupa-győzelmet ért el a csapatban. Összesen 310 élvonalbeli Bundesliga mérkőzésen szerepelt és 15 gólt szerzett.

### A válogatottban
1981 és 1984 között 27 alkalommal szerepelt a nyugatnémet válogatottban és három gólt szerzett. 1981. január 7-én Brazília ellen mutatkozott be. Tagja volt az 1982-es világbajnoki ezüstérmes csapatnak Spanyolországban. 1975 és 1981 között három alkalommal szerepelt a B-válogatottban.

## Sikerei, díjai
NSZK
- Világbajnokság
  - ezüstérmes: 1982, Spanyolország

 Bayern München
- Nyugatnémet bajnokság (Bundesliga)
  - bajnok: 1979–80, 1980–81, 1984–85, 1985–86
- Nyugatnémet kupa (DFB-Pokal)
  - győztes: 1982, 1984, 1986
  - döntős: 1985
- Bajnokcsapatok Európa-kupája (BEK)
  - döntős: 1981–82